# الدار المصرية اللبنانية
الدار المصرية اللبنانية هي دار نشر مصرية تأسست عام 1985، أصدرت الدار العديد من المنشورات الأدبية والكتب والروايات العربية، كما شاركت في العديد من معارض الكتاب المحلية والدولية.

## مجالات الدار
تتنوع إصدارات الدار وتغطي موضوعات مختلفة على رأسها التاريخ، وقد أصدرت الدار أعمال متنوعة في مجالات مختلفة منها:
- الدراسات النقدية
- الكتب الدينية
- الشعر
- أدب الرحلات
- المجموعات القصصية
- الروايات (تاريخية - إجتماعية - بوليسية - فلسفية - رعب نفسي).
- كتب الأطفال
- المقالات والخواطر
- التسويق

## مساهمات ثقافية
تنشر دار المدى للعديد من الكتاب والأدباء العرب مثل: أشرف العشماوي، وعزت القمحاوي والتي وصلت روايته الصادرة عن الدار «غربة المنازل» للقائمة القصيرة في جائزة الشيخ زايد للكتاب لعام 2022، وجمال الشاعر، وحنان مفيد فوزي، وخيري رمضان، ومكاوي سعيد، وحسن عبد الموجود. كما تنشر الدار ترجمات بعض الكتب من كل اللغات العالمية.

## الجوائز
- جائزة الشيخ زايد للكتاب - فرع النشر والتقنيات الثقافية 2009.[4]

## وصلات خارجية
- الدار المصرية اللبنانية